# Château de Cadapau
 (août 2024).
Si vous disposez d'ouvrages ou d'articles de référence ou si vous connaissez des sites web de qualité traitant du thème abordé ici, merci de compléter l'article en donnant les références utiles à sa vérifiabilité et en les liant à la section « Notes et références ».
Le château de Cadapau ou de Cadapeau, est un château situé à Saint-Jean-de-Marcel, dans le Tarn (France).

## Historique
La date de construction du château de Cadapau n'est pas connue. Néanmoins, les terres de Cadapau sont citées dès le 14 février 1588, lorsque Claude de Teyssier en fait l'acquisition, en tant que dépendance de la seigneurie de Silhac, auprès d'un certain Robert Étienne.  
Le château en lui-même est attesté au XVIIe siècle, et appartient alors à la famille de Teyssier, descendante de Claude de Teyssier. Tous ses descendants directs y résident. Le 5 mai 1674, Claude III de Teyssier rend hommage au roi Louis XIV pour la seigneurie et le château de Cadapau, hommage réitéré par Antoine de Bernard de Teyssier les 17 juin 1768 et 23 août 1777. Ce même Antoine de Bernard de Teyssier était propriétaire du château sous le règne de Louis XVI et la Révolution française.  

## Architecture
Entouré d'une exploitation agricole, le château de Cadapau se présente sous la forme d'un corps de logis construit selon un plan en L. Il s'élève sur deux étages. Au centre de l'aile nord se dresse une tour rectangulaire, assimilable à un donjon, bien que non médiéval. Il possédait une châtaigneraie. 

## Famille de Teyssier
La famille de Teyssier est une famille noble originaire du Languedoc, et plus précisément de l'albigeois. 
Le premier membre de la famille serait un certain Jean de Teyssier, écuyer. Il aurait été régent de la cité d'Albi en 1449, et aurait transmis cette fonction à ces descendants, pendant près d'un siècle. Néanmoins, aucune filiation n'existe pour prouver le lien direct de cet homme avec Claude Ier de Teyssier. Celui-ci est le membre souche de la famille, et achète en 1588 la seigneurie de Silhac qui sera le fief de ses descendants[réf. souhaitée].
Louis-Casimir Teyssier, héros du siège de Bitche, est peut-être issu de cette famille.

### Lignée
- Claude Ier de Teyssier, co-seigneur de Labessière Candeille et seigneur de Silhac (un hameau de Saint-Jean-de-Marcel). Premier membre attesté, il achète la seigneurie de Silhac et ses dépendances (Cadapau, Remeses, Maux) le 14 février 1588 pour 1000 écus. Il épouse le 3 janvier 1559 Antoinette de Patras[réf. souhaitée];
- Claude II de Teyssier, seigneur de Silhac, qui épouse le 1er décembre 1592 Jeanne de Rouquier, fille du vicomte de Bruniquel ;[réf. souhaitée]
- François de Teyssier ( - 13 juillet 1682), seigneur de Silhac, qui épouse le 17 septembre 1626 Françoise de Lescure[3] ;
- Claude III de Teyssier (26 juin 1632 - 13 août 1677), seigneur de Cadapau. Le 5 mai 1674, rend hommage à Louis XIV pour ses domaines. Il épouse le 17 septembre 1668 Marguerite de Barthélémy ;[réf. souhaitée]
- Antoine de Teyssier (8 août 1669 - 9 septembre 1719), seigneur de Cadapau. Il épouse le 14 février 1695 Marie de Clergue[4].

Néanmoins Antoine de Teyssier n'a pas d'héritier masculin. La branche aînée de la famille de Teyssier s'éteint donc, lors du mariage de Jeanne de Teyssier, fille d'Antoine, avec Jacques de Bernard, le 18 novembre 1732[réf. souhaitée]. Ainsi apparaît la famille de Bernard de Teyssier :
- Jacques de Bernard de Teyssier (28 août 1680 - ), capitaine au régiment de Cambraisis. Il épouse le 18 novembre 1732[5] Jeanne de Teyssier[1] à Saint Jean de Marcel.
- Antoine de Bernard de Teyssier (5 juin 1735 - 24 septembre 1794), conseiller à la cour des comptes de Montpellier, il rend deux fois hommage pour sa seigneurie de Cadapau, le 17 juin 1768 et le 23 août 1777. Il est anobli après 20 ans de charge en tant que conseiller. Il épouse Catherine Canivenq[réf. souhaitée].
- Jean-Antoine de Bernard de Teyssier (19 juin 1767 - ), qui épouse Elisabeth du Puech.

...